# Atempo
 (juillet 2024).
Si vous disposez d'ouvrages ou d'articles de référence ou si vous connaissez des sites web de qualité traitant du thème abordé ici, merci de compléter l'article en donnant les références utiles à sa vérifiabilité et en les liant à la section « Notes et références ».
Atempo est un éditeur de logiciels français spécialisé dans la protection et la gestion des données.

## Profil de la société
- Principaux établissements à Paris (Massy, France) et des bureaux répartis en France (La Ciotat, Lyon, Nancy, Orléans, Toulouse, Vannes), Amérique du Nord, Europe et Asie.
- 250 employés et une équipe de dirigeants avec une expérience combinée de plus de 70 ans dans le domaine du stockage.
- Plusieurs milliers de clients dans le monde dans le domaine du secteur public, de l’éducation, de la finance, des médias et de l'audiovisuel, et du manufacturing.
- Des alliances stratégiques avec des équipementiers et éditeurs tels que EMC, Huawei, DataDirect Networks (en) et Qumulo (en).
- Un réseau de distribution et de revendeurs établi pour étayer la stratégie de vente indirecte.
- Domaines d'expertise: Data Management (migration, archivage, stockage en réseau NAS, déduplication, Continuous Data protection (CDP), protection des ordinateurs portables et serveurs physiques et virtuels.

Atempo a été racheté par Luc d'Urso en septembre 2017. A la tête de Kickstart, Luc d'Urso crée et commercialise des solutions et services pour la protection des données pour des TPE/SMB. Le but de cette stratégie est d'augmenter la portée des solutions proposées par le groupe.
Membre de l'Alliance Hexatrust et ECA (European Champion's Alliance), du FrenchTech, Atempo est le seul éditeur français permettant de répondre aux enjeux de souveraineté des services publics en matière de protection et préservation des données. La société fait partie du dispositif Cybermalveillance.fr.

## Solutions
Atempo propose des solutions logicielles intégrées pour la sauvegarde et la restauration de serveurs, la protection continue des PC de bureau et des portables et la sauvegarde, archivage, migration, synchronisation et déplacement des très grosses volumétries de données non-structurées.
- Miria for Migration, Miria for Backup, Miria for Archiving, Miria for Analytics : Sauvegarde, Migration, Synchronisation, Archivage et Analytiques des données non-structurées à forte volumétrie (à l'échelle des pétaoctets).
- Tina - Atempo Time Navigator : Sauvegarde et restauration haute performance des serveurs physiques et virtuels en environnement hétérogène
- Lina - Atempo Live Navigator : Protection continue des données en temps réel pour les PC et ordinateurs portables